# 阿尔孔切尔德莱斯特雷利亚
阿尔孔切尔德莱斯特雷利亚，是西班牙卡斯蒂利亚-拉曼恰昆卡省的一个市镇。总面积43平方公里，总人口179人（2001年），人口密度4人/平方公里。